# Eilema cohabitans
Eilema cohabitans là một loài bướm đêm thuộc phân họ Arctiinae, họ Erebidae.